# Aeródromo Pupelde
El Aeródromo Pupelde (OACI: SCAC) es un terminal aéreo ubicado al sureste de la ciudad de Ancud, en la Provincia de Chiloé, Región de Los Lagos, Chile. Este aeródromo es de carácter público.

## Historia
Uno de los aspectos más notables de la historia de la aeronáutica en Ancud dice relación con el primer raid aéreo entre Ancud y Puerto Montt ocurrido el 11 de diciembre de 1916, según consta en un diario de la época. Esta hazaña la habría realizado el piloto David Fuentes Soza, a bordo de su monoplano biplaza Bleriot, apodado 'Talcahuano', siendo la primera vez que se transportó por vía aérea en Chile y Sudamérica un pequeño paquete que contenía varias cartas y que fueron recibidas por el administrador de correos de Puerto Montt Aristides Diaz. La primera parada la hicieron en una playa de la localidad de Contao frente a un aserradero de alerce, tras cargar combustible y almorzar, continuaron su viaje hacia Puerto Montt al día siguiente.
El aeródromo Pupelde es la sede del Club Aéreo de Ancud, el cual nació en el año 1941, y su misión principal hacia la comunidad Chilota era el traslado de enfermos a la ciudad de Puerto Montt y el combate de incendios en apoyo a Conaf.
En el año 2010 y después de reacondicionar el avión Cessna 182 que retomó sus funciones como avión ambulancia.